# Dzień Walki i Męczeństwa Wsi Polskiej
Dzień Walki i Męczeństwa Wsi Polskiej – polskie święto państwowe obchodzone 12 lipca, w rocznicę pacyfikacji Mirowa, poświęcone mieszkańcom polskich wsi. Jest uhonorowaniem ich patriotycznej postawy w czasie II wojny światowej – pomocy udzielanej uciekinierom, osobom ukrywającym się przed prześladowaniami i wysiedlanym, walki w oddziałach partyzanckich, żywienia mieszkańców miast i żołnierzy Polskiego Państwa Podziemnego. Jest także wyrazem szacunku dla ogromu ofiar poniesionych przez mieszkańców wsi – rozstrzeliwanych, mordowanych na Kresach Wschodnich, wyrzucanych z domostw, pozbawianych dobytku, wywożonych do sowieckich łagrów i niemieckich obozów koncentracyjnych oraz na przymusowe roboty.
Święto nie jest dniem wolnym od pracy. Zostało ono ustanowione 29 września 2017 roku. Pierwsze obchody odbyły się w 2018 roku.